# UEFA Champions League 1993–94
UEFA Champions League 1993–94 là mùa thứ 39 của Cúp C1 châu Âu, giải bóng đá các câu lạc bộ hàng đầu của UEFA. Đây là mùa thứ hai với logo UEFA Champions League. Đội vô địch giải đấu lần này là Milan khi họ đánh bại Barcelona với tỉ số 4-0. 
Đương kim vô địch là Olympique de Marseille không được tham gia giải do có liên quan đến vụ bê bối về dàn xếp tỉ số tại Ligue 1 mùa trước. Chính vì vậy mà Marseille đã bị tước danh hiệu Ligue 1 và xuống chơi ở Ligue 2. Đây là lần đầu tiên và duy nhất mà nhà đương kim vô địch giải đấu không tham dự vào mùa giải tiếp theo.
Mùa giải 1993-94 đánh dấu bằng sự vắng mặt của những đội bóng tới từ Nam Tư vì lệnh trừng phạt kinh tế của Liên Hợp Quốc. Trước đó, câu lạc bộ Sao Đỏ Beograd là đại diện thường xuyên của Nam Tư, là đại diện duy nhất của Nam Tư cho đến nay vô địch Cúp C1 châu Âu năm 1991. Trong mùa giải 1993-94, đại diện của Nam Tư là FK Partizan không được phép tham gia. Các nhà vô địch của các giải Croatia, Belarus, Moldova, Gruzia và Wales có lần đầu tiên tham gia giải đấu.

## Các đội
42 nhà vô địch của các quốc gia đã tham dự Cúp C1 châu Âu 1993-94. Có 20 đội xếp hạng thấp nhất phải tham gia từ vòng sơ loại, 22 nhà vô địch còn lại bắt đầu từ vòng 1.
| Vòng 1                 | Vòng 1                        | Vòng 1                   | Vòng 1                |
| ---------------------- | ----------------------------- | ------------------------ | --------------------- |
| Milan (1st)            | Porto (1st)                   | Galatasaray (1st)        | Lech Poznań (1st)     |
| Monaco (3rd)[Note FRA] | Feyenoord (1st)               | Austria Wien (1st)       | Levski Sofia (1st)    |
| Werder Bremen (1st)    | Manchester United (1st)       | AEK Athens (1st)         | Kispest Honvéd (1st)  |
| Barcelona (1st)        | Steaua București (1st)        | Copenhagen (1st)         | Dynamo Kyiv (1st)     |
| Anderlecht (1st)       | Sparta Prague (1st)[Note CZE] | AIK (1st)                | Dinamo Minsk (1st)    |
| Spartak Moscow (1st)   | Rangers (1st)                 |                          |                       |
| Vòng sơ loại           |                               |                          |                       |
| Aarau (1st)            | ÍA Akranes (1st)              | Cork City (1st)          | Ekranas (1st)         |
| Cwmbrân Town (1st)     | Partizani (1st)               | Floriana (1st)           | Norma Tallinn (1st)   |
| HJK Helsinki (1st)     | Rosenborg (1st)               | Avenir Beggen (1st)      | Croatia Zagreb (1st)  |
| Beitar Jerusalem (1st) | Omonia (1st)                  | Olimpija Ljubljana (1st) | Dinamo Tbilisi (1st)  |
| Skonto (1st)           | Linfield (1st)                | B68 (1st)                | Zimbru Chișinău (1st) |

Ghi chú
1. ^ Pháp (FRA): Đương kim vô địch Cúp C1 châu Âu Marseille (đội đã vô địch 1992–93) không được phép tham gia vì liên quan đến vụ bê bối dàn xếp tỷ số Division 1. Sau đó, họ đã bị tước danh hiệu giải đấu và bị giáng xuống Division 2 vào mùa giải 1993–94. Đội hạng 3 Monaco được trao lại danh hiệu sau khi đội Á quân Paris Saint-Germain từ chối nhận và đủ điều kiện tham dự Cúp các câu lạc bộ đoạt cúp bóng đá quốc gia châu Âu.
2. ^ Cộng hòa Séc (CZE): Sparta Prague là đội vô địch giải Tiệp Khắc nhưng đại diện cho Cộng hòa Séc.
3. ^ Nam Tư (FRY): Nhà vô địch Giải bóng đá hạng nhất Cộng hòa Liên bang Nam Tư 1992–93 FK Partizan không được chơi lệnh trừng phạt của Liên Hợp Quốc.

## Vòng sơ loại
| Đội 1           | TTS           | Đội 2              | Lượt đi | Lượt về |
| --------------- | ------------- | ------------------ | ------- | ------- |
| HJK Helsinki    | 2–1           | FC Norma           | 1–1     | 1–0     |
| FK Ekranas      | 0–2           | Floriana           | 0–1     | 0–1     |
| B68             | 0–11          | Croatia Zagreb     | 0–5     | 0–6     |
| Skonto          | 1–1 (11–10 p) | Olimpija Ljubljana | 0–1     | 1–0     |
| Cwmbran Town    | 4–4 (a)       | Cork City          | 3–2     | 1–2     |
| Dinamo Tbilisi  | 3–21          | Linfield           | 2–1     | 1–1     |
| Avenir Beggen   | 0–3           | Rosenborg          | 0–2     | 0–1     |
| Partizani       | 0–3           | ÍA                 | 0–0     | 0–3     |
| Omonia          | 2–3           | FC Aarau           | 2–1     | 0–2     |
| Zimbru Chişinău | 1–3           | Beitar Jerusalem   | 1–1     | 0–2     |

1 Dinamo Tbilisi bị loại vì mua chuộc trọng tài ở lượt đi.

## Vòng 1
| Đội 1            | TTS     | Đội 2             | Lượt đi | Lượt về   |
| ---------------- | ------- | ----------------- | ------- | --------- |
| Porto            | 2–0     | Floriana          | 2–0     | 0–0       |
| ÍA               | 1–3     | Feyenoord         | 1–0     | 0–3       |
| Monaco           | 2–1     | AEK Athens        | 1–0     | 1–1       |
| Steaua București | 4–4 (a) | Croatia Zagreb    | 1–2     | 3–2       |
| Rangers          | 4–4 (a) | Levski Sofia      | 3–2     | 1–2       |
| Werder Bremen    | 6–3     | Dinamo Minsk      | 5–2     | 1–1       |
| Linfield         | 3–4     | Copenhagen        | 3–0     | 0–4 (aet) |
| FC Aarau         | 0–1     | Milan             | 0–1     | 0–0       |
| AIK              | 1–2     | Sparta Prague     | 1–0     | 0–2       |
| HJK Helsinki     | 0–6     | Anderlecht        | 0–3     | 0–3       |
| Kispest Honvéd   | 3–5     | Manchester United | 2–3     | 1–2       |
| Galatasaray      | 3–1     | Cork City         | 2–1     | 1–0       |
| Lech Poznań      | 7–2     | Beitar Jerusalem  | 3–0     | 4–2       |
| Skonto           | 0–9     | Spartak Moscow    | 0–5     | 0–4       |
| Dynamo Kyiv      | 4–5     | Barcelona         | 3–1     | 1–4       |
| Rosenborg        | 4–5     | Austria Wien      | 3–1     | 1–4       |

| Porto                      | 2–0     | Floriana |
| -------------------------- | ------- | -------- |
| Kostadinov 8' · Semedo 78' | Báo cáo |          |

| IA Akranes      | 1–0     | Feyenoord |
| --------------- | ------- | --------- |
| Thordarsson 75' | Báo cáo |           |

| Monaco             | 1–0     | AEK Athens |
| ------------------ | ------- | ---------- |
| Vlachos 80' (l.n.) | Báo cáo |            |

| Steaua București | 1–2     | Croatia Zagreb               |
| ---------------- | ------- | ---------------------------- |
| Panduru 34'      | Báo cáo | Cvitanovic 15' · Jelicic 62' |

| Rangers                          | 3–2     | Levski Sofia                |
| -------------------------------- | ------- | --------------------------- |
| McPherson 45' · Hateley 57', 78' | Báo cáo | Borimirov 76' · Todorov 81' |

| Werder Bremen                         | 5–2     | Dinamo Minsk                  |
| ------------------------------------- | ------- | ----------------------------- |
| Hobsch 26', 32', 60' · Rufer 55', 90' | Báo cáo | Gerasimets 51' · Velichko 76' |

| Linfield                                      | 3–0     | Copenhagen |
| --------------------------------------------- | ------- | ---------- |
| Haylock 38' · McConnell 43' · R. Johnston 60' | Báo cáo |            |

| FC Aarau | 0–1     | Milan     |
| -------- | ------- | --------- |
|          | Báo cáo | Papin 54' |

| AIK        | 1–0     | Sparta Prague |
| ---------- | ------- | ------------- |
| Lidman 36' | Báo cáo |               |

| HJK Helsinki | 0–3     | Anderlecht                             |
| ------------ | ------- | -------------------------------------- |
|              | Báo cáo | Bosman 50' · Versavel 77' · Boffin 84' |

| Kispest Honvéd              | 2–3     | Manchester United           |
| --------------------------- | ------- | --------------------------- |
| Szabados 40' · Stefanov 70' | Báo cáo | Keane 9', 43' · Cantona 44' |

| Galatasaray               | 2–1     | Cork City |
| ------------------------- | ------- | --------- |
| Turkyilmaz 30' · Arif 51' | Báo cáo | Barry 67' |

| Lech Poznań                                      | 3–0     | Beitar Jerusalem |
| ------------------------------------------------ | ------- | ---------------- |
| Moskal 8' · Podbrozny 32' (ph.đ.) · Trzeciak 60' | Báo cáo |                  |

| Skonto | 0–5     | Spartak Moscow                                        |
| ------ | ------- | ----------------------------------------------------- |
|        | Báo cáo | Pogodin 2' · Rodionov 7', 40', 43' · Beschastnykh 70' |

| Dynamo Kyiv                              | 3–1     | Barcelona          |
| ---------------------------------------- | ------- | ------------------ |
| Shkapenko 5' · Leonenko 45' (ph.đ.), 56' | Báo cáo | Koeman 28' (ph.đ.) |

| Rosenborg                                        | 3–1     | Austria Wien     |
| ------------------------------------------------ | ------- | ---------------- |
| Tangen 28' (ph.đ.) · Leonhardsen 35' · Løken 42' | Báo cáo | Zsak 33' (ph.đ.) |

### Lượt về
| Floriana | 0–0     | Porto |
| -------- | ------- | ----- |
|          | Báo cáo |       |

Porto chung cuộc thắng 2–0.
| Feyenoord                           | 3–0     | IA Akranes |
| ----------------------------------- | ------- | ---------- |
| Refos 26' · Obiku 61' · Blinker 79' | Báo cáo |            |

Feyenoord chung cuộc thắng 3–1.
| AEK Athens    | 1–1     | Monaco       |
| ------------- | ------- | ------------ |
| Slišković 12' | Báo cáo | Djorkaeff 5' |

Monaco chung cuộc thắng 2–1.
| Croatia Zagreb         | 2–3     | Steaua București               |
| ---------------------- | ------- | ------------------------------ |
| Vlaovic 8' · Adžić 71' | Báo cáo | Panduru 40' · Vlădoiu 49', 61' |

4–4 sau hai lượt trận; Steaua București thắng theo luật bàn thắng sân khách.
| Levski Sofia              | 2–1     | Rangers     |
| ------------------------- | ------- | ----------- |
| Sirakov 36' · Todorov 90' | Báo cáo | Durrant 43' |

4–4 sau hai lượt trận; Levski Sofia thắng theo luật bàn thắng sân khách.
| Dinamo Minsk   | 1–1     | Werder Bremen     |
| -------------- | ------- | ----------------- |
| Byalkevich 40' | Báo cáo | Rufer 81' (ph.đ.) |

Werder Bremen chung cuộc thắng 6–3.
| Copenhagen                                                      | 4–0 (s.h.p.) | Linfield |
| --------------------------------------------------------------- | ------------ | -------- |
| Møller 2' · M. Johansen 26' · Højer Nielsen 90' · Mikkelsen 96' | Báo cáo      |          |

Copenhagen chung cuộc thắng 4–3.
| Milan | 0–0     | FC Aarau |
| ----- | ------- | -------- |
|       | Báo cáo |          |

Milan chung cuộc thắng 1–0.
| Sparta Prague     | 2–0     | AIK |
| ----------------- | ------- | --- |
| H. Siegl 15', 81' | Báo cáo |     |

Sparta Prague chung cuộc thắng 2–1.
| Anderlecht          | 3–0     | HJK Helsinki |
| ------------------- | ------- | ------------ |
| Nilis 16', 21', 42' | Báo cáo |              |

Anderlecht chung cuộc thắng 6–0.
| Manchester United | 2–1     | Kispest Honvéd |
| ----------------- | ------- | -------------- |
| Bruce 55', 64'    | Báo cáo | Sallói 78'     |

Manchester United chung cuộc thắng 5–3.
| Cork City | 0–1     | Galatasaray    |
| --------- | ------- | -------------- |
|           | Báo cáo | Turkyilmaz 76' |

Galatasaray chung cuộc thắng 3–1.
| Beitar Jerusalem         | 2–4     | Lech Poznań                                               |
| ------------------------ | ------- | --------------------------------------------------------- |
| Ohana 12' · Schwartz 73' | Báo cáo | Lukasik 4' · Trzeciak 24' · Podbrozny 31' · Dembinski 70' |

Lech Poznań chung cuộc thắng 7–2.
| Spartak Moscow                               | 4–0     | Skonto |
| -------------------------------------------- | ------- | ------ |
| Tsymbalar 7', 73' · Pisarev 14' · Onopko 89' | Báo cáo |        |

Spartak Moscow chung cuộc thắng 9–0.
| Barcelona                                 | 4–1     | Dynamo Kyiv |
| ----------------------------------------- | ------- | ----------- |
| Laudrup 9' · Bakero 17', 47' · Koeman 67' | Báo cáo | Rebrov 28'  |

Barcelona chung cuộc thắng 5–4.
| Austria Wien                                        | 4–1     | Rosenborg  |
| --------------------------------------------------- | ------- | ---------- |
| Narbekovas 12' · Schmid 50' · Zsak 74' · Kogler 81' | Báo cáo | Dahlum 32' |

Austria Wien chung cuộc thắng 5–4.
| Đội 1             | TTS     | Đội 2            | Lượt đi | Lượt về |
| ----------------- | ------- | ---------------- | ------- | ------- |
| Porto             | 1–0     | Feyenoord        | 1–0     | 0–0     |
| Monaco            | 4–2     | Steaua București | 4–1     | 0–1     |
| Levski Sofia      | 2–3     | Werder Bremen    | 2–2     | 0–1     |
| Copenhagen        | 0–7     | Milan            | 0–6     | 0–1     |
| Sparta Prague     | 2–5     | Anderlecht       | 0–1     | 2–4     |
| Manchester United | 3–3 (a) | Galatasaray      | 3–3     | 0–0     |
| Lech Poznań       | 2–7     | Spartak Moscow   | 1–5     | 1–2     |
| Barcelona         | 5–1     | Austria Wien     | 3–0     | 2–1     |

### Lượt đi
| Porto        | 1–0     | Feyenoord |
| ------------ | ------- | --------- |
| Domingos 90' | Báo cáo |           |

| Monaco                               | 4–1     | Steaua București       |
| ------------------------------------ | ------- | ---------------------- |
| Ikpeba 50', 75' · Klinsmann 52', 64' | Báo cáo | Dumitrescu 22' (ph.đ.) |

| Levski Sofia             | 2–2     | Werder Bremen        |
| ------------------------ | ------- | -------------------- |
| Yankov 75' · Ginchev 90' | Báo cáo | Bode 50' · Rufer 52' |

| Copenhagen | 0–6     | Milan                                                      |
| ---------- | ------- | ---------------------------------------------------------- |
|            | Báo cáo | Papin 1', 72' · Simone 6', 16' · Laudrup 44' · Orlando 61' |

| Sparta Prague | 0–1     | Anderlecht |
| ------------- | ------- | ---------- |
|               | Báo cáo | Nilis 74'  |

| Manchester United                           | 3–3     | Galatasaray                                  |
| ------------------------------------------- | ------- | -------------------------------------------- |
| Robson 3' · Stumpf 14' (l.n.) · Cantona 80' | Báo cáo | Arif 16' · Bruce 32' (l.n.) · Türkyilmaz 64' |

| Lech Poznań           | 1–5     | Spartak Moscow                                 |
| --------------------- | ------- | ---------------------------------------------- |
| Podbrozny 44' (ph.đ.) | Báo cáo | Pisarev 8', 62' · Karpin 10' · Onopko 30', 53' |

| Barcelona                                | 3–0     | Austria Wien |
| ---------------------------------------- | ------- | ------------ |
| Koeman 37' (ph.đ.), 73' · Estebaranz 89' | Báo cáo |              |

### Lượt về
| Feyenoord | 0–0     | Porto |
| --------- | ------- | ----- |
|           | Báo cáo |       |

Porto chung cuộc thắng 1–0.
| Steaua București | 1–0     | Monaco |
| ---------------- | ------- | ------ |
| Dumitrescu 85'   | Báo cáo |        |

AS Monaco chung cuộc thắng 4–2.
| Werder Bremen | 1–0     | Levski Sofia |
| ------------- | ------- | ------------ |
| Basler 73'    | Báo cáo |              |

Werder Bremen chung cuộc thắng 3–2.
| Milan     | 1–0     | Copenhagen |
| --------- | ------- | ---------- |
| Papin 45' | Báo cáo |            |

Milan chung cuộc thắng 7–0.
| Anderlecht                                | 4–2     | Sparta Prague    |
| ----------------------------------------- | ------- | ---------------- |
| Bosman 2' · Nilis 47', 73' · Versavel 87' | Báo cáo | Dvirnyk 17', 69' |

Anderlecht chung cuộc thắng 5–2.
| Galatasaray | 0–0     | Manchester United |
| ----------- | ------- | ----------------- |
|             | Báo cáo |                   |

3–3 sau hai lượt trận; Galatasaray thắng theo luật bàn thắng sân khách.
| Spartak Moscow           | 2–1     | Lech Poznań   |
| ------------------------ | ------- | ------------- |
| Karpin 7' · Khlestov 81' | Báo cáo | Dembiński 30' |

Spartak Moscow chung cuộc thắng 7–2.
| Austria Wien | 1–2     | Barcelona         |
| ------------ | ------- | ----------------- |
| Ogris 39'    | Báo cáo | Stoichkov 5', 77' |

Barcelona chung cuộc thắng 5–1.

## UEFA Champions League

### Vòng bảng
Vòng bảng bắt đầu vào ngày 24 tháng 11 năm 1993 và kết thúc vào ngày 13 tháng 4 năm 1994. Tám đội được chia thành hai bảng bốn đội và các đội trong mỗi bảng sẽ thi đấu với nhau vòng tròn hai lượt sân nhà sân khách. Đối với mỗi chiến thắng, các đội được cộng hai điểm, một điểm cho trận hòa. Kết thúc vòng bảng, hai đội nhất nhì hai bảng sẽ tiến vào vòng bán kết.
Tất cả các đội trừ Milan và Porto có lần đầu gặp nhau tại vòng bảng. Hai trong số các đội (Barcelona và Anderlecht) đã gặp nhau tại vòng bảng 1991–92, mùa duy nhất của Cúp châu Âu áp dụng thể thức như vậy.

#### Bảng A
| Đội            | ST | T | H | B | BT | BB | HS  | Đ  |  | BAR | MON | SPA | GAL |
| -------------- | -- | - | - | - | -- | -- | --- | -- |  | --- | --- | --- | --- |
| Barcelona      | 6  | 4 | 2 | 0 | 13 | 3  | +10 | 10 |  |     | 2–0 | 5–1 | 3–0 |
| Monaco         | 6  | 3 | 1 | 2 | 9  | 4  | +5  | 7  |  | 0–1 |     | 4–1 | 3–0 |
| Spartak Moscow | 6  | 1 | 3 | 2 | 6  | 12 | −6  | 5  |  | 2–2 | 0–0 |     | 0–0 |
| Galatasaray    | 6  | 0 | 2 | 4 | 1  | 10 | −9  | 2  |  | 0–0 | 0–2 | 1–2 |     |

#### Bảng B
| Đội           | ST | T | H | B | BT | BB | HS | Đ |  | MIL | POR | BRM | AND |
| ------------- | -- | - | - | - | -- | -- | -- | - |  | --- | --- | --- | --- |
| Milan         | 6  | 2 | 4 | 0 | 6  | 2  | +4 | 8 |  |     | 3–0 | 2–1 | 0–0 |
| Porto         | 6  | 3 | 1 | 2 | 10 | 6  | +4 | 7 |  | 0–0 |     | 3–2 | 2–0 |
| Werder Bremen | 6  | 2 | 1 | 3 | 11 | 15 | −4 | 5 |  | 1–1 | 0–5 |     | 5–3 |
| Anderlecht    | 6  | 1 | 2 | 3 | 5  | 9  | −4 | 4 |  | 0–0 | 1–0 | 1–2 |     |

### Giai đoạn loại trực tiếp
Vòng đấu loại trực tiếp của UEFA Champions League 1993–94 được bắt đầu vào ngày 27 tháng 4 năm 1994 theo thể thức một lượt. Nếu cả hai đội ghi được cùng số bàn thắng, các trận đấu sẽ chuyển sang hiệp phụ và sau đó sẽ là loạt luân lưu nếu không thể phân định thắng thua trong hai hiệp phụ.

#### Phân hạng
|  | Bán kết                           | Bán kết   |   |  | Chung kết                                  | Chung kết |  |
|  |                                   |           |   |  |                                            |           |  |
|  | 27 tháng 4 – Milan (San Siro)     |           |   |  |                                            |           |  |
|  | Milan                             | 3         |   |  |                                            |           |  |
|  | Monaco                            | 0         |   |  |                                            |           |  |
|  |                                   |           |   |  |                                            |           |  |
|  |                                   |           |   |  | 18 tháng 5 – Athens (Sân vận động Olympic) |           |  |
|  |                                   |           |   |  | Milan                                      | 4         |  |
|  |                                   | Barcelona | 0 |  |                                            |           |  |
|  |                                   |           |   |  |                                            |           |  |
|  |                                   |           |   |  |                                            |           |  |
|  |                                   |           |   |  |                                            |           |  |
|  | 27 tháng 4 – Barcelona (Camp Nou) |           |   |  |                                            |           |  |
|  | Barcelona                         | 3         |   |  |                                            |           |  |
|  | Porto                             | 0         |   |  |                                            |           |  |

#### Bán kết
| Đội 1     | Tỉ số | Đội 2  |
| --------- | ----- | ------ |
| Milan     | 3–0   | Monaco |
| Barcelona | 3–0   | Porto  |

| Milan                                      | 3–0     | Monaco |
| ------------------------------------------ | ------- | ------ |
| Desailly 14' · Albertini 48' · Massaro 66' | Báo cáo |        |

| Barcelona                       | 3–0     | Porto |
| ------------------------------- | ------- | ----- |
| Stoichkov 10', 35' · Koeman 72' | Báo cáo |       |

## Chung kết
| Milan                                             | 4–0     | Barcelona |
| ------------------------------------------------- | ------- | --------- |
| Massaro 22', 45+2' · Savićević 47' · Desailly 58' | Báo cáo |           |

## Top cầu thủ ghi bàn
| Hạng | Tên                | Câu lạc bộ     | Bàn thắng |
| ---- | ------------------ | -------------- | --------- |
| 1    | Ronald Koeman      | Barcelona      | 8         |
| 1    | Wynton Rufer       | Werder Bremen  | 8         |
| 3    | Luc Nilis          | Anderlecht     | 7         |
| 3    | Hristo Stoichkov   | Barcelona      | 7         |
| 5    | Bernd Hobsch       | Werder Bremen  | 5         |
| 5    | Valery Karpin      | Spartak Moscow | 5         |
| 7    | Marco Bode         | Werder Bremen  | 4         |
| 7    | Jürgen Klinsmann   | Monaco         | 4         |
| 7    | Daniele Massaro    | Milan          | 4         |
| 7    | Viktor Onopko      | Spartak Moscow | 4         |
| 7    | Jean-Pierre Papin  | Milan          | 4         |
| 7    | Nikolai Pisarev    | Spartak Moscow | 4         |
| 7    | Sergey Rodionov    | Spartak Moscow | 4         |
| 7    | Kubilay Türkyilmaz | Galatasaray    | 4         |